# LT United
LT United – sześcioosobowa litewska grupa muzyczna, grająca pop alternatywny, założona w 2006 w celu reprezentowania Litwy na Konkursie Piosenki Eurowizji 2006.
Grupa na krajowych eliminacjach do Eurowizji wystąpiła z piosenką We Are The Winners (z ang. „Jesteśmy zwycięzcami”). Głosami słuchaczy została wybrana do reprezentowania Litwy na ogólnoeuropejskim konkursie. Zajęła szóste miejsce z 162 punktami.

## Życiorys
LT United została założona na początku 2006 przez litewskiego rockmana Andriusa Mamontovasa. Zespół złożony jest z sześciu znanych na Litwie muzyków: Marijonasa Mikutavičiusa, Victora Diawara, Sauliusa Urbonavičiusa, Arnoldasa Lukošiusa i Eimantasa Belickasa. Diawara, zanim dołączył do zespołu, reprezentował już raz Litwę w konkursie, w 2001, jako członek zespołu Skamp. Grupa wygrała litewskie eliminacje, zdobywając 32 669 punktów, niemal dwa razy więcej niż zdobywca drugiego miejsca InCulto.
Prezydent Litwy Valdas Adamkus zaprosił zespół do celebrowania rocznicy uzyskania niepodległości. Grupa została również litewskim ambasadorem projektu Time To Help The Others, prowadzonego przez ONZ.
Wideoklip do piosenki, wyreżyserowany przez Donatasa Ulvydasa, został pokazany publicznie 23 marca 2006.
Grupa zrezygnowała z promowania swojej eurowizyjnej piosenki, czekając na półfinał konkursu. Skontaktowała się z europejskimi stacjami radiowymi, prosząc o usunięcie piosenek z anteny do 22 maja (dzień po finale Eurowizji). Przez niektórych słowa tekstu piosenki We Are The Winners były odebrane jako egoistyczne (był to pierwszy taki przypadek na Konkursie Eurowizji).
W półfinale konkursu piosenka uzyskała 163 punkty, dzięki czemu zdobyła piąte miejsce i awansowała do finału.
W finale piosenka uzyskała 162 punkty, zajmując 6. miejsce. Maksymalną liczbę punktów (12) otrzymała od Irlandii, 10 dała jej Wielka Brytania, Islandia oraz Łotwa, natomiast 8 przekazali jej sąsiedzi: Polska i Estonia, a także Finlandia. Szóste miejsce jest dotychczas najlepszą pozycją Litwy w konkursie.